# Ewangelia Dzieciństwa Ormiańska
Ewangelia Dzieciństwa Ormiańska (EwDzOrm) – apokryf Nowego Testamentu z VI wieku, przetłumaczony ze starszej, syryjskiej wersji, obecnie nieistniejącej. Należy do gatunku Ewangelii dzieciństwa.
Zawiera ona wiele elementów z Protoewangelii Jakuba i Ewangelii Dzieciństwa Arabskiej.
Mędrcy którzy przywędrowali złożyć pokłon Dzieciątku Jezus, w Ormiańskiej Ewangelii Dzieciństwa pojawiają się jako Trzej Królowie. Przynieśli oni dary w liczbie przewyższającej te, o których wspominają inne apokryfy i Ewangelie kanoniczne, mianowicie: nard, mirra, aromaty, cynamon, kadzidło, zapachy, olejki, złoto, srebro, drogie kamienie, perły, szafiry, aloes, purpurę i wstęgi lniane (XI 17).
Apokryf precyzyjnie określa datę Bożego Narodzenia – miało to nastąpić 21 dnia miesiąca tebeth, czyli 6 stycznia.